# IV Brigada Aérea (Bolivia)
La IV Brigada Aérea es una unidad de la Fuerza Aérea Boliviana. Fue creada el 20 de diciembre de 1990 en Tarija con el objeto de mejorar el rendimiento de las unidades aéreas con base en el sur del país. Sus elementos dependientes son:
- el Grupo Aéreo 41 (Tarija);
- el Grupo Aéreo 63 (Villa Montes);
- y el Grupo de Artillería y Defensa Aérea 94 (Tarija).